# Kościół św. Mikołaja w Marzeninie
Kościół Świętego Mikołaja w Marzeninie – zabytkowy murowany rzymskokatolicki kościół parafialny w Marzeninie, w powiecie wrzesińskim, w województwie wielkopolskim. 
Kościół powstał w latach 1846–1848 jako świątynia rzymskokatolicka w stylu neoromańskim.